# CSA Steaua Bukareszt (piłka nożna)
CSA Steaua Bukareszt (rum. Clubul Sportiv al Armatei Steaua București) – rumuński klub piłkarski, mający siedzibę w stolicy kraju, mieście Bukareszt, grający od sezonu 2021/22 w rozgrywkach Liga II.

## Historia
Chronologia nazw:
- 1947: Asociația Sportivă a Armatei (ASA) București
- 1948: Clubul Sportiv Central al Armatei (CSCA) București
- 1950: Casa Centrală a Armatei (CCA) București
- 1961: Clubul Sportiv al Armatei (CSA) Steaua București
- 1998: Asociația Fotbal Club (AFC) Steaua București
- 2017: Clubul Sportiv al Armatei (CSA) Steaua București – po odrodzeniu wojskowej sekcji piłkarskiej

Klub sportowy ASA București został założony w miejscowości Bukareszt 7 czerwca 1947 roku z inicjatywy kilku oficerów rumuńskiego domu królewskiego. Ustanowienie nastąpiło na mocy dekretu podpisanego przez generała Mihaila Lascăra, naczelnego dowódcę rumuńskiej armii królewskiej. Powstało jako stowarzyszenie sportowe z siedmioma początkowymi sekcjami, w tym piłką nożną, którą trenerem był Coloman Braun-Bogdan. W sezonie 1947/48 zespół startował w Divizia A (D1). Debiutowy sezon zakończył na czternastym miejscu i musiał potem walczyć w barażach o pozostanie w lidze. W turnieju barażowym tylko dzięki wygranej z piątym w tabeli FC Ploiești zakwalifikował się do pierwszej czwórki, która dawała awans. W 1948 roku klub został przemianowany na CSCA București (pol. Centralny Klub Sportowy Armii), a w 1950 na CCA București (pol. Centralny Dom Armii).
W 1949 roku zespół zdobył swoje pierwsze trofeum, Puchar Rumunii. Pod nazwą CCA klubowi udało się zdobyć trzy tytuły mistrzowskie z rzędu w latach 1951, 1952 i 1953, a także swój pierwszy dublet w Pucharze i Mistrzostwach w 1951 roku. W latach pięćdziesiątych XX wieku tak zwana "złota drużyna CCA" stała się sławną w całym kraju. W 1956 roku reprezentacja Rumunii (złożona wyłącznie z zawodników CCA) grała w Belgradzie z Jugosławią i wygrała 1:0. W tym samym roku drużyna, prowadzona przez Ilie Savu, jako pierwszy rumuński klub wziął udział w turnieju w Anglii, gdzie osiągnęła nieźle wyniki przeciwko Luton Town, Arsenalowi, Sheffield Wednesday i Wolverhampton Wanderers.
Pod koniec 1961 roku klub przyjął obecną nazwę CSA Steaua București (pol. Sportowy Klub Armii Gwiazda Bukareszt). Nowa nazwa klubu została przetłumaczona jako "Gwiazda" i została przyjęta ze względu na obecność na herbie czerwonej gwiazdy, symbolu większości klubów armii wschodnioeuropejskiej. Nastąpił słaby okres prawie dwóch dekad, w którym klub zdobył tylko trzy mistrzostwa (1967/68, 1975/76, 1977/78). Zamiast tego drużyna zdobyła dziewięć pucharów krajowych, dzięki czemu zyskała przydomek "specjalistów od pucharów".
Pod przewodnictwem trenerów Emericha Jenei i Anghela Iordănescu zespół imponująco wystąpił w mistrzostwach w sezonie 1984/85, które wygrało po sześcioletniej przerwie. Następnie jako pierwszy rumuński klub dotarł do finału Pucharu Europy, który po bezbramkowym remisie ostatecznie wygrał z Barceloną w rzutach karnych (2:0 dzięki bramkarzowi Helmuthowi Duckadamowi, który obronił wszystkie cztery rzuty karne wykonane przez Hiszpanów). Tym samym Steaua została pierwszą drużyną z Europy Wschodniej, która zdobyła tytuł mistrza Europy. Dodatkowo, zdobył w 1987 roku Superpuchar Europy, wygrywając z Dynamem Kijów. Klub pozostawał na szczycie europejskiej piłki nożnej przez resztę dekady, osiągając jeszcze jeden półfinał Pucharu Europy w sezonie 1987/88 i jeszcze jeden finał Pucharu Europy w 1989 roku  (przegrał 0:4 z AC Milan). Warto zauważyć, że był to dodatek do czterech kolejnych tytułów krajowych (1985/86, 1986/87, 1987/88, 1988/89) i czterech pucharów krajowych (1984/85, 1986/87, 1987/88, 1988/89). Ponadto, od czerwca 1986 do września 1989, zespół miał rekordową passę 104 meczów bez porażki w mistrzostwach, ustanawiając rekord świata w tamtym czasie i europejski, który wciąż aktualny.
Rewolucja w Rumunii doprowadziła kraj do wolnego otwartego rynku, a następnie kilku zawodników drużyny z lat 80. XX wieku wyjechało do innych klubów na Zachodzie. Po krótkim okresie gry bez sukcesów klub zdobył sześć kolejnych mistrzostw w latach 1993-1998, aby wyrównać wyniki Chinezula Timișoara z lat dwudziestych XX wieku, a także trzy kolejne puchary w sezonach 1995/96, 1996/97 i 1998/99. Na poziomie międzynarodowym klubowi udało się również awansować do fazy grupowej Ligi Mistrzów UEFA trzy lata z rzędu w latach 1994–1996.
W 1998 roku sekcja piłkarska Steauy rzekomo oddzieliła się od CSA Steaua i zmieniła nazwę na AFC Steaua București, rządzone przez stowarzyszenie non-profit kierowane przez rumuńskiego biznesmena Viorela Păunescu. Păunescu wypadł słabo jako prezydent i wkrótce klub pogrążył się w długach. George Becali, kolejny biznesmen, otrzymał propozycję objęcia stanowiska wiceprezesa w nadziei na bogatsze inwestycje w klubie. W 2003 roku Becali rzekomo zdołał przejąć kontrolę nad klubem, zmieniając go z organizacji non-profit w publiczną spółkę akcyjną.
Następnie, mimo że klubowi udało się wygrać pięć mistrzostw kraju i czterokrotnie zakwalifikować się do Ligi Mistrzów UEFA, coraz bardziej kojarzono go z kontrowersyjną postacią Becalego, niesławnego ze swojej homofobii, ksenofobii, mizoginii, rasizmu, uchylania się od kary, a nawet więzienia. Oprócz tego klub przeniósł się również z historycznego stadionu Ghencea na nowo wybudowaną Arenę Narodową.
W grudniu 2014 roku Sąd Najwyższy Rumunii orzekł, że spółka publiczna nie może już używać nazwy Steaua, używać jej logo i nosić niebiesko-czerwonych barw klubu. Tłem do tego jest pozew rumuńskiego Ministerstwa Obrony, który chciał, aby użycie symboli wojskowych było zakazane przez stowarzyszenie, które nie jest już pod armią.
Klub, który przez cały ten czas działał jako Steaua, został wezwany do zmiany nazwy i logo; od 1 kwietnia 2017 roku oficjalnie nazywa się FCSB i nadal gra w Liga I. Kolejny trwający proces został zainicjowany przez CSA Steaua, twierdząc, że FCSB musi zapłacić prawie 37 milionów euro jako odszkodowanie za bezprawne używanie marki Steaua od 2003 roku. W lipcu 2019 roku zapadł wyrok korzystny dla CSA Steaua, od którego przysługuje odwołanie.
Po legalnym odzyskaniu drużyny piłkarskiej CSA Steaua Bukareszt reaktywowała swoją sekcję piłkarską. W sezonie 2017/18 zespół startował w rozgrywkach Liga IV, czwartego poziomu mistrzostw Rumunii. Drużyna zajęła drugie miejsce w grupie Bukareszt i awansowała do fazy playoff, w której była druga. W następnym sezonie po wygraniu grupy Bukareszt znów uplasowała się na drugiej pozycji w fazie playoff. Dopiero w sezonie 2019/20 po reorganizacji systemu rozgrywek, zespół zwyciężył w grupie B Regionu 6 Ligi IV i bezpośrednio awansował do Ligi III. W sezonie 2020/21 zespół najpierw wygrał grupę Seria IV Ligi III, a potem pokonał swoich rywali w dwóch rundach fazy playoff i zdobył promocję do drugiego poziomu rumuńskiej piłki nożnej. W sezonie 2021/22 zajął czwarte miejsce w sezonie zasadniczym, co pozwoliło awansować potem do rundy playoff. Mimo że uplasował się na miejscu kwalifikującym ją do awansu do pierwszej ligi, klub nie może w niej grać, ponieważ nie ma prawa do awansu ze względu na formę organizacyjną klubu (klub publiczno-prawny).

## Barwy klubowe, strój, herb, hymn
|  |  |

Klub ma barwy czerwono-niebieskie. Piłkarze domowe spotkania zazwyczaj grają w czerwonych koszulkach z pionowymi niebieskimi pasami, niebieskich spodenkach oraz czerwonych getrach.

## Sukcesy
Uwaga: rekordy CSA Steaua Bukareszt zostały zgłoszone również przez FCSB. W tej kwestii nie ma ostatecznego werdyktu, a akta CSA Steaua z lat 1947-1998 pozostają tymczasowo.

### Trofea międzynarodowe
| \| \| Zdobyte trofea w rozgrywkach międzynarodowych (stan na: 31-05-2022) \| |                                                                     |      |                  |
| Rozgrywki                                                                    | Osiągnięcie                                                         | Razy | Sezon(y)         |
| Puchar Interkontynentalny                                                    | zdobywca                                                            | 0    |                  |
| Puchar Interkontynentalny                                                    | finalista                                                           | 1    | 1986             |
| · Liga Mistrzów · (Puchar Europy)                                            | zdobywca                                                            | 1    | 1985/86          |
| · Liga Mistrzów · (Puchar Europy)                                            | finalista                                                           | 1    | 1988/89          |
| · Liga Europy · (Puchar UEFA)                                                | zdobywca                                                            | 0    |                  |
| · Liga Europy · (Puchar UEFA)                                                | finalista                                                           | 0    |                  |
| · Liga Europy · (Puchar UEFA)                                                | 1/8 finału                                                          | 1    | 1991/92          |
| · Puchar Zdobywców                                                           | zdobywca                                                            | 0    |                  |
| · Puchar Zdobywców                                                           | finalista                                                           | 0    |                  |
| · Puchar Zdobywców                                                           | ćwierćfinalista                                                     | 2    | 1971/72, 1992/93 |
| · Superpuchar UEFA                                                           | zdobywca                                                            | 1    | 1986             |
| · Superpuchar UEFA                                                           | finalista                                                           | 0    |                  |
| · Puchar Intertoto                                                           | zdobywca                                                            | 0    |                  |
| · Puchar Intertoto                                                           | finalista                                                           | 0    |                  |
| FIFA                                                                         | Zdobyte trofea w rozgrywkach międzynarodowych (stan na: 31-05-2022) |      |                  |

### Trofea krajowe
| \| \| Zdobyte trofea w rozgrywkach Rumunii (stan na: 31-05-2022) \| |                                                            |      | |
| Rozgrywki                                                           | Osiągnięcie                                                | Razy | Sezon(y) |
| · Mistrzostwo                                                       | I miejsce                                                  | 20   | 1951, 1952, 1953, 1956, 1960, 1961, 1968, 1976, 1978, 1985, 1986, 1987, 1988, 1989, 1993, 1994, 1995, 1996, 1997, 1998 |
| · Mistrzostwo                                                       | II miejsce                                                 | 9    | 1954, 1958, 1963, 1977, 1980, 1984, 1990, 1991, 1992                                                                   |
| · Mistrzostwo                                                       | III miejsce                                                | 6    | 1959, 1964, 1965, 1970, 1971, 1979                                                                                     |
| Puchar                                                              | zdobywca                                                   | 19   | 1949, 1950, 1951, 1952, 1955, 1962, 1966, 1967, 1969, 1970, 1971, 1976, 1979, 1985, 1987, 1989, 1992, 1996, 1997       |
| Puchar                                                              | finalista                                                  | 7    | 1953, 1964, 1977, 1980, 1984, 1986, 1990                                                                               |
| Superpuchar                                                         | zdobywca                                                   | 3    | 1994, 1995, 1998 |
| Superpuchar                                                         | finalista                                                  | 0    | |
| II liga                                                             | I miejsce                                                  | 0    | |
| II liga                                                             | II miejsce                                                 | 0    | |
| II liga                                                             | III miejsce                                                | 0    | |
| II liga                                                             | 4.miejsce                                                  | 1    | 2022 |
| Rumunia                                                             | Zdobyte trofea w rozgrywkach Rumunii (stan na: 31-05-2022) |      | |

- Liga III (D3):
  - mistrz (1x): 2020/21 (Seria IV)

- Liga IV (D4):
  - mistrz (1x): 2019/20 (Region 6, gr.B)
  - wicemistrz (2x): 2017/18 (finał), 2018/19 (finał)

## Poszczególne sezony

### Rozgrywki międzynarodowe

#### Europejskie puchary
Uwaga: Ostatni sezon 1997/98.
Legenda do wszystkich tabel:
- Q – runda eliminacyjna, 1/16, 1/8, 1/4, 1/2 – odpowiednia faza rozgrywek, Grupa – runda grupowa, 1r gr – pierwsza runda grupowa, 2r gr – druga runda grupowa, F – finał, R – runda, PO – play-off
- k. – rzuty karne, los. – losowanie, Dogr. – dogrywka, w. – zasada bramek strzelonych na wyjeździe

| Sezon   | Rozgrywki     | Runda | Klub             | Dom | Wyjazd | Ogólnie |
| ------- | ------------- | ----- | ---------------- | --- | ------ | ------- |
| 1997/98 | Liga Mistrzów | 1R    | Fenerbahçe SK    | 0–0 | 2–1    | 2–1     |
| 1997/98 | Liga Mistrzów | 2R    | SC Bastia        | 1–0 | 2–3    | 3–3     |
| 1997/98 | Liga Mistrzów | 3R    | Aston Villa F.C. | 2–1 | 0–2    | 2–3     |

### Rozgrywki krajowe
| \| Rumunia \| Bilans występów klubu w rozgrywkach piłkarskich Rumunii (Stan na 31 lipca 2022 r.) \| \| |                                                                                    |        |       |   |   |   |    |    |     |              |        |        |      |
| Poziom                                                                                                 | Rozgrywki                                                                          | Sezony | Mecze | Z | R | P | B+ | B– | Pkt | Lata         | Awanse | Spadki | Naj. |
| I | Liga I                                                                             | 50     |       |   |   |   |    |    |     | 1947–1998    | 0      | 0      | 1    |
| II | Liga II                                                                            | 1      |       |   |   |   |    |    |     | od 2021      | 0      | 0      | 4    |
| III | Liga III                                                                           | 1      |       |   |   |   |    |    |     | 2020/21      | 1      | 0      | 1    |
| IV | Liga IV                                                                            | 3      |       |   |   |   |    |    |     | 2017–2020    | 1      | 0      | 1    |
| | Puchar Rumunii                                                                     | 70+    |       |   |   |   |    |    |     | od 1947–2018 | 0      | 0      | 1    |
| Rumunia                                                                                                | Bilans występów klubu w rozgrywkach piłkarskich Rumunii (Stan na 31 lipca 2022 r.) |        |       |   |   |   |    |    |     |              |        |        |      |

## Piłkarze, trenerzy, prezydenci i właściciele klubu

### Piłkarze

#### Aktualny skład zespołu
| Nr | Poz. | Piłkarz                            |
| -- | ---- | ---------------------------------- |
| 1  | BR   | David Dincă (wyp. z Farul II)      |
| 4  | OB   | Dean Beța                          |
| 5  | OB   | Doru Calestru                      |
| 6  | PO   | Mădălin Mihăescu                   |
| 8  | PO   | Valentin Bărbulescu (wicekapitan)  |
| 9  | NA   | Emilian Pacionel                   |
| 10 | PO   | Rareș Enceanu                      |
| 11 | PO   | Adrian Popa (kapitan)              |
| 13 | OB   | Adrian Ilie                        |
| 15 | OB   | Alexandru Sima (wyp. z Farul)      |
| 17 | OB   | Darius Oroian                      |
| 18 | NA   | Iustin Răducan (wyp. z Sport Team) |
| 19 | PO   | Stephan Drăghici                   |
| 22 | BR   | Horia Iancu                        |

| Nr | Poz. | Piłkarz                           |
| -- | ---- | --------------------------------- |
| 23 | NA   | Cwetelin Czunczukow               |
| 27 | PO   | Ștefan Pacionel                   |
| 30 | PO   | Cristian Bustea                   |
| 42 | PO   | Cristian Balgiu                   |
| 70 | OB   | Laurențiu Corbu                   |
| 77 | NA   | Bogdan Chipirliu                  |
| 79 | PO   | Ștefan Bodișteanu (wyp. z Farul)  |
| 90 | PO   | Dragoș Gheorghe                   |
| 98 | OB   | Alexandru Sabău (wyp. z Petrolul) |
| 99 | PO   | Atanas Trică (wyp. z CSU Craiova) |
|    | PO   | Răzvan Florea                     |
|    | PO   | David Matei                       |
|    | PO   | Alin Raicu                        |

### Trenerzy
- 01.07.2017–14.06.2018:  Ion Ion
- 14.06.2018–30.06.2019:  Marius Lăcătuș
- 12.07.2019–...:  Daniel Oprița

### Prezydenci
- 201?–...:  Ștefan Răzvan Bichir

## Struktura klubu

### Stadion
Klub piłkarski rozgrywa swoje mecze domowe na stadionie Steaua w Bukareszcie, który może pomieścić 31.254 widzów.

## Rywalizacja z innymi klubami

### Derby
- FC Dinamo Bukareszt
- Rapid Bukareszt